# Stenoria testaceicornis
Stenoria testaceicornis is een keversoort uit de familie van oliekevers (Meloidae). De wetenschappelijke naam van de soort is voor het eerst geldig gepubliceerd in 1939 door Pic.